# Здание Паркинсона
Здание Паркинсона — памятник архитектуры II степени в стиле неогрек (арх. Томас Лодж), расположенное в Университете Лидса в Западном Йоркшире, Англия. Башня с часами является самой высокой точкой здания и достигает 57 метров (187 футов) в высоту, что делает его 17-м по высоте зданием в городе Лидс.
Здание названо в честь Фрэнка Паркинсона, крупного благотворителя университета, который пожертвовал 200 000 фунтов стерлингов на строительство нового здания. Строительство здания началось в 1938 году; однако начало Второй мировой войны в 1939 году остановило строительные работы, и строительство возобновилось и завершилось в 1951 году. Здание было официально открыто 9 ноября 1951 года королевской принцессой Марией, канцлером университета с 1951 по 1965 год.
Выдающуюся достопримечательность Лидса, башню можно увидеть на многие мили вокруг кампуса и с автомагистрали M621 примерно на 12,1 мили (19 км) от этого места, и также она стала символом самого университета, когда Лидс включил башню с часами в логотип университета в 2006 году.

## История

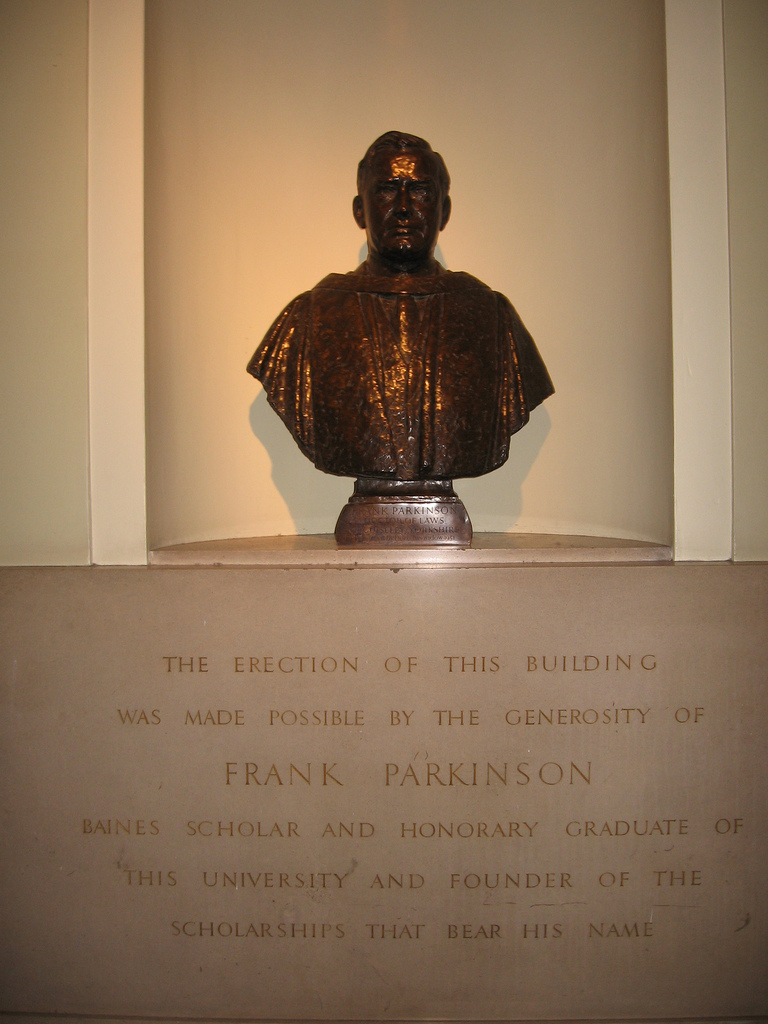
Мемориал Фрэнка Паркинсона

Университет утвердил планы постройки нового здания в начале XX века; оно было спроектировано Томасом Артуром Лоджем (ведущим шотландским архитектором) и Томасом Джеффри Лукасом (английским архитектором и членом Королевского института британских архитекторов), среди работ которых были первоначальная больница королевы Елизаветы в Бирмингеме и больница Святого Варфоломея в Лондоне соответственно.
Бывший студент Лидского университета Фрэнк Паркинсон, который был успешным британским инженером-электриком и бизнесменом, наиболее известным своими ранними установками электрического освещения, ознакомился с планами нового здания и в 1936 году был настолько впечатлен планом, что решил выплатить 200 000 фунтов стерлингов на покрытие расходов на вестибюль и башню с часами.
Первоначально строительство здания началось в 1938 году, а завершено через 13 лет из-за начала Второй мировой войны, приостановившей работы. Здание было официально открыто 9 ноября 1951 года тогдашним канцлером Университета Лидса, королевской принцессой Марией. В 2019 году компания Associated Architects завершила капитальный ремонт Языкового центра, занимающего два этажа здания.

## Настоящее время

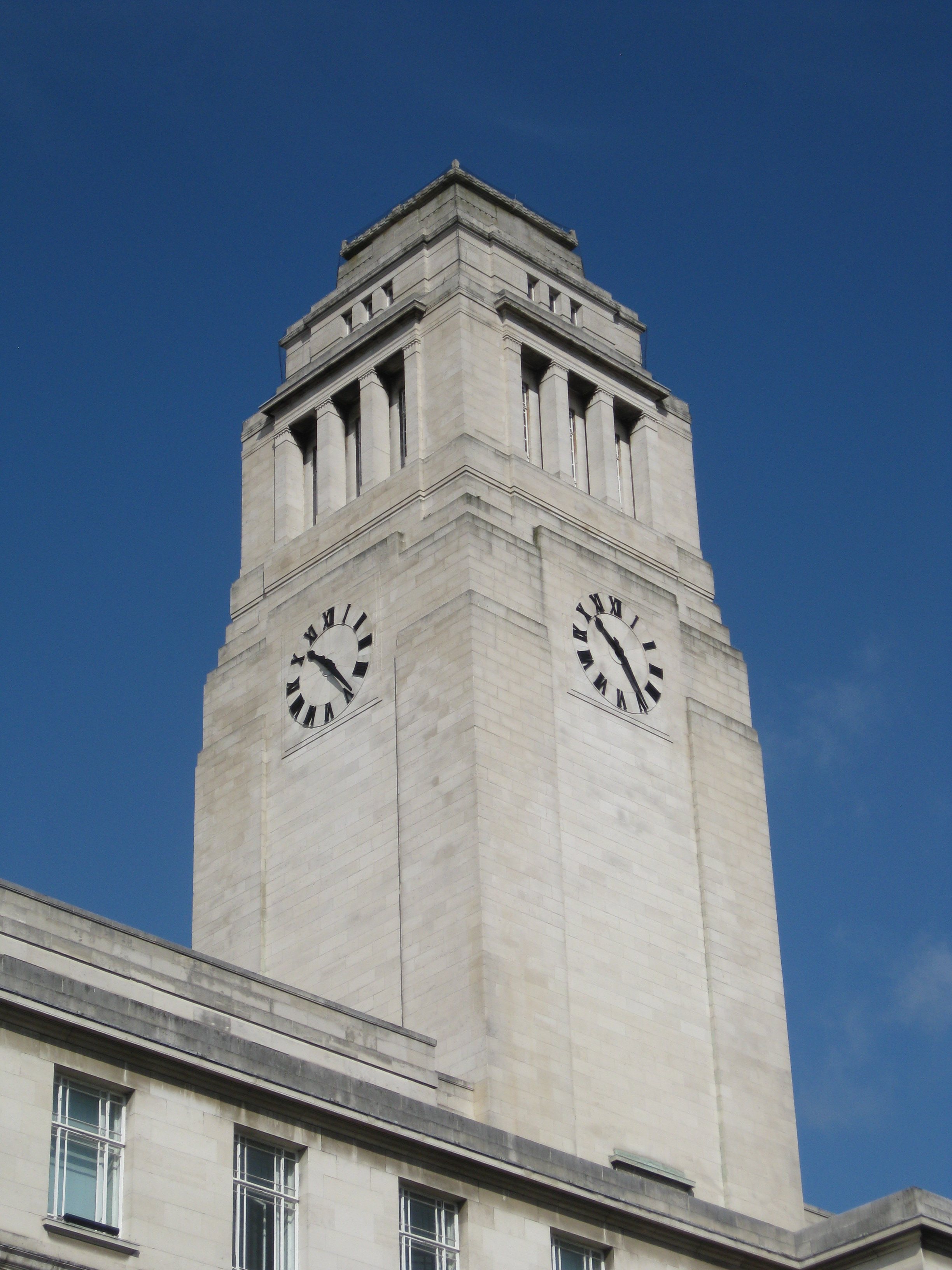
Часовая башня университета

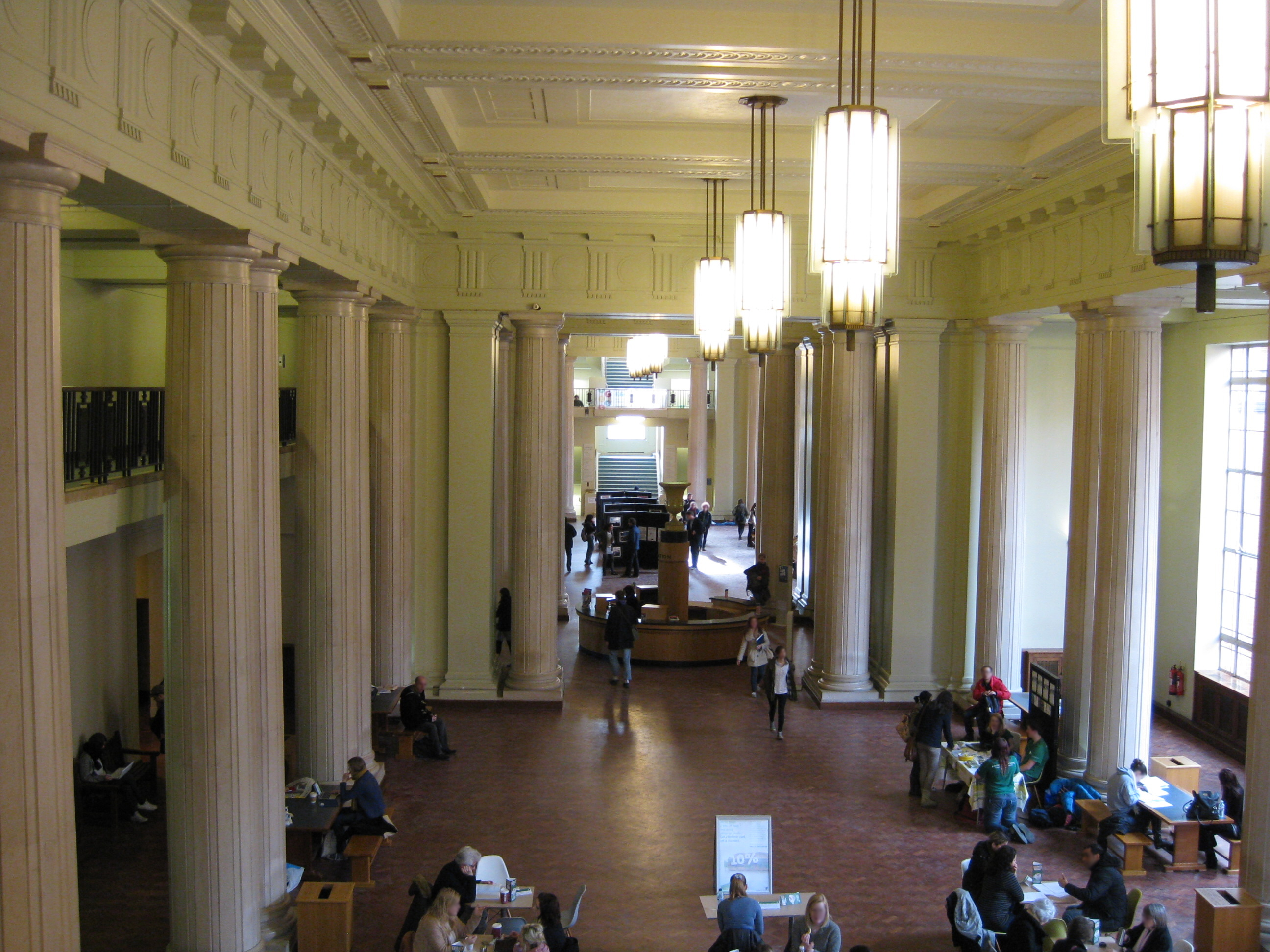
Холл Паркинсона

Холл Паркинсон был отремонтирован в 2004 году, и ему была возвращена его прежняя слава в качестве ворот в библиотеку Бразертона, которая открылась в 1936 году вместе с остальной частью университетского городка. Библиотека Бразертона в настоящее время содержит основные коллекции по искусству, социальным наукам и праву.
Здание Паркинсона также является домом для Художественной коллекции и галереи Университета Лидса, вход в которую для широкой публики бесплатный; в галерее представлен широкий спектр картин, рисунков, скульптур, керамики и фотографий, а также временные выставки. Эти коллекции также вносят свой вклад в фонды библиотеки Бразертона, которые включают Первое фолио Уильяма Шекспира, опубликованные в 1623 году и оцененные примерно в 15 миллионов фунтов стерлингов, рукописи писателей викторианской эпохи, сестер Бронте и сотни писем французскому поэту, драматургу, романисту, эссеисту, художнику , государственному деятелю и правозащитнику, Виктору Гюго.
В мае 2006 года университет начал ребрендинг, чтобы привести свою визуальную идентичность к единообразию. Был создан новый логотип (на основе того, что использовался во время празднования столетия в 2004 г.), чтобы заменить совместное использование измененного герба университета и старого здания Паркинсона, которое используется с 2004 году.
В настоящее время в здании Паркинсона предоставляется ряд услуг для сотрудников и студентов университета, а коллекции доступны для широкой публики. Услуги, работающие в здании, включают Художественную галерею Стэнли и Одри Бертон, классику, услуги по уборке, бюро запросов на курсы, историю, Институт средневековых исследований, языковой центр, офисы профсоюзов, университетские архивы, кафе-бары, вычислительные кластеры, а также жилые и коммерческие помещения. Паркинсон-корт имеет образцовый план этажа в палладианском стиле, с потолком двойной высоты в середине креста под башней с часами.